# Фабер дю Фор, Отто фон
Отто фон Фабер дю Фор (нем. Otto von Faber du Faur, 1828—1901) — немецкий батальный живописец, сын известного своими, также баталическими, картинами генерала Христиана-Вильгельма Фабера дю Фора (1780—1857), вначале служил в вюртембергской кавалерии; будучи ротмистром, участвовал в кампании 1866 г. и по её окончании вышел в отставку для того, чтобы посвятить себя всецело живописи, которой занимался перед тем в Мюнхене, под руководством Карла Теодора фон Пилоти и Коцебу, и в Париже у Ивона.
Живя в Мюнхене, писал сперва сцены Наполеоновских войн («Люцовские егеря», «Отступление армии Наполеона из России» и проч.) или венгерских табунных лошадей, а потом эпизоды французско-германской войны 1870—1871 гг. («Приём немцами лошадей французской конницы после Седанской битвы», две сцены сражения при Шампиньи и др.). Эти произведения свидетельствуют о близком знакомстве художника с духом солдата и военным делом; кроме того, он умел драматизировать изображаемое происшествие и группировать фигуры живописно, без ущерба для их естественности.
Менее удачны его картины небаталического содержания, каковы, например, «Смерть Офелии», «Отъезд Фридриха Пфальцского из Праги после битвы на Белой Горе», «Продажа Иосифа братьями в Египет» и сцены марокканского быта, писанные после поездки художника на северный берег Африки.
- Эскиз - типы солдат.